# 加拿大胭脂航空
加拿大胭脂航空（Air Canada Rouge），是一家加拿大的低成本航空公司，母公司為加拿大航空，成立於2012年，於2013年7月1日正式營運，以多倫多皮爾遜國際機場為樞紐機場。主要經營歐洲、加勒比海地區等國際航線。

## 外部連結
- 胭脂航空官網（页面存档备份，存于）